# Gmina Dolsk
Die Gmina Dolsk ist eine Stadt-und-Land-Gemeinde im Powiat Śremski der Woiwodschaft Großpolen in Polen. Ihr Sitz ist die gleichnamige Stadt (deutsch Dolzig) mit etwa 1550 Einwohnern.

## Geographie
Die Gemeinde mit einer Fläche von 124,5 km² grenzt im Norden an die Stadt-und-Land-Gemeinde der Kreisstadt Śrem (Schrimm). Ihr Gebiet ist reich an Seen.

## Geschichte
Von 1975 bis 1998 gehörte die Gemeinde zur Woiwodschaft Posen.

## Gliederung
Die Stadt-und-Land-Gemeinde Dolsk besteht aus der Stadt selbst und 19 Dörfern (deutsche Namen 1939 bis 1945) mit Schulzenämtern (sołectwa):
| - Błażejewo (1939–1943 Blazejewo, 1943–1945 Philipsdorf) - Brześnica (1939–1943 Brzesnica, 1943–1945 Birkenhof) - Drzonek (1939–1943 Drzonek, 1943–1945 Dronkau) - Kotowo (1939–1943 Kotowo, 1943–1945 Ketzhof) - Księginki (1939–1943 Xienginki, 1943–1945 Buchdorf) - Lipówka (1939–1943 Lipowka, 1943–1945 Lindenhof) - Lubiatowo (1939–1943 Lubiatowo, 1943–1945 Liebendorf) - Lubiatówko (1939–1943 Lubiatowko, 1943–1945 Liebenhof) - Małachowo (1939–1943 Malachowo, 1943–1945 Großdorf) - Masłowo (1939–1943 Maslowo, 1943–1945 Blütenau) | - Mełpin (1939–1943 Melpin, 1943–1945 Mühlheim) - Międzychód (1939–1943 Miedzychod, 1943–1945 Birnberg) - Mszczyczyn (1939–1943 Mszczyczyn, 1943–1945 Wiesenberg) - Nowieczek (1939–1945 Nowiec) - Ostrowieczno (1939–1945 Seeweiler) - Pokrzywnica (1939–1945 Nesselrode) - Rusocin (1939–1943 Russocin, 1943–1945 Reisenau) - Trąbinek (1939–1943 Tombinek, 1943–1945 Seeberg) - Wieszczyczyn (1939–1943 Wieszczyczyn, 1943–1945 Schönwiesenau) |